# いとしのオールディーズ
『いとしのオールディーズ』は、NHKラジオ第1放送で2001年10月5日から2013年2月22日まで、プロ野球オフシーズンの年度下半期の毎週金曜日20:05ごろ - 21:30に放送されていた音楽番組である。

## 概要
各界の著名人を毎週ゲストに招き、主としてオールディーズと呼ばれる1950年代から1970年代の洋楽を中心に、ゲストの洋楽に対する思い出や青春時代のエピソードを披露するものである。出演者は歌手・俳優・タレントだけでなく、大学教授、芸術家など幅広い。

## 司会進行者
- 関口泰雅
- 山本志保
「NHKプロ野球」が中止や当初から試合の無い日に放送される同趣旨の番組「懐かしのポップスベスト10」や「スポーツジョッキー」も担当。

## テーマソング
- 「誰かが誰かを愛している」（ディーン・マーティン）